# Gio-Renys Felicia
Gio-Renys Felicia (Rotterdam, 2 februari 2004) is een Nederlands voetballer van Curaçaos-Bonairiaanse afkomst die doorgaans als (vleugel)aanvaller speelt.

## Clubcarrière

### Jeugd
Felicia speelde in de jeugd bij ZVV Pelikaan, waarna hij in 2013 naar de jeugdopleiding van Feyenoord vertrok. In april 2022 werd bekend dat Felicia Feyenoord zou gaan verlaten.

### Jong FC Utrecht
Begin juni 2022 tekende Felicia een driejarig contract bij FC Utrecht. Daar sloot hij vanaf het seizoen 2022/23 aan bij Jong FC Utrecht. In de voorbereiding op dat seizoen maakte hij in de met 3–0 gewonnen oefenwedstrijd tegen Borussia Mönchengladbach II zijn officieuze debuut voor Jong FC Utrecht. In de opvolgende oefenwedstrijd tegen Jong Zeeland was hij voor het eerst trefzeker en nam hij zowel de 0–1 als 0–2 voor zijn rekening. De wedstrijd eindigde uiteindelijk in een 0–6 overwinning voor Jong FC Utrecht. Ook in de andere oefenwedstrijden kon Felicia rekenen op speelminuten. Hij werd uiteindelijk topscorer van de oefencampagne met drie doelpunten.
Op 5 augustus 2022 (in de eerste speelronde van het seizoen 2022/23) maakte Felicia zijn officiële debuut voor Jong FC Utrecht. Hij startte tegen TOP Oss in de basis. Na de winterstop kreeg hij nog maar weinig speelminuten. Bij gebrek aan toekomstperspectief werd zijn doorlopende contract in de zomer van 2023 in onderling overleg ontbonden.

### VVV-Venlo
Op 14 januari 2024 maakte VVV-Venlo bekend dat de clubloze aanvaller per direct aansloot bij de beloftenploeg.

### Pogoń-Sokół Lubaczów
In de zomer van 2024 verliet Felicia VVV weer, waarna hij een half jaar clubloos was. In januari 2025 vertrok hij naar Pogoń-Sokół Lubaczów, een Poolse club die acteert in III liga.

## Clubstatistieken
| Seizoen                       | Club            | Competitie     | Competitie | Competitie | Totaal | Totaal |
| Seizoen                       | Club            | Competitie     | Wed.       | Dlp.       | Wed.   | Dlp.   |
| ----------------------------- | --------------- | -------------- | ---------- | ---------- | ------ | ------ |
| 2022/23                       | Jong FC Utrecht | Eerste divisie | 18         | 0          | 18     | 0      |
| Clubtotaal                    | Clubtotaal      | Clubtotaal     | 18         | 0          | 18     | 0      |
| Bijgewerkt op 15 januari 2024 |                 |                |            |            |        |        |

## Interlandcarrière
In 2019 zat Felicia bij de selectie voor Nederland onder 15. Tijdens twee onderlinge oefenwedstrijden tegen Duitsland onder 15 zat hij op 9 mei 2019 de gehele wedstrijd als wisselspeler op de bank, maar maakte hij op 11 mei 2019 zijn debuut in de basis.
| Jeugdinterlands van Gio-Renys Felicia voor Nederland onder 15 | Jeugdinterlands van Gio-Renys Felicia voor Nederland onder 15 | Jeugdinterlands van Gio-Renys Felicia voor Nederland onder 15 | Jeugdinterlands van Gio-Renys Felicia voor Nederland onder 15 | Jeugdinterlands van Gio-Renys Felicia voor Nederland onder 15 | Jeugdinterlands van Gio-Renys Felicia voor Nederland onder 15 |
| Interland                                                     | Datum                                                         | Wedstrijd                                                     | Uitslag                                                       | Soort Wedstrijd                                               | Doelpunten                                                    |
| Als speler bij Feyenoord                                      | Als speler bij Feyenoord                                      | Als speler bij Feyenoord                                      | Als speler bij Feyenoord                                      | Als speler bij Feyenoord                                      | Als speler bij Feyenoord                                      |
| ------------------------------------------------------------- | ------------------------------------------------------------- | ------------------------------------------------------------- | ------------------------------------------------------------- | ------------------------------------------------------------- | ------------------------------------------------------------- |
| 1.                                                            | 11 november 2019                                              | Nederland – Duitsland                                         | 0 – 2                                                         | Vriendschappelijk                                             | –                                                             |

Eind 2021 werd Felicia voor het eerst opgeroepen voor een nationaal jeugdelftal van Curaçao. Op 6 november 2021 maakte hij zijn debuut voor Curaçao onder 20, waarbij hij als basisspeler direct trefzeker was in de met 7–0 gewonnen wedstrijd tegen de Britse Maagdeneilanden onder 20.
| Jeugdinterlands van Gio-Renys Felicia voor Curaçao onder 20 | Jeugdinterlands van Gio-Renys Felicia voor Curaçao onder 20 | Jeugdinterlands van Gio-Renys Felicia voor Curaçao onder 20 | Jeugdinterlands van Gio-Renys Felicia voor Curaçao onder 20 | Jeugdinterlands van Gio-Renys Felicia voor Curaçao onder 20 | Jeugdinterlands van Gio-Renys Felicia voor Curaçao onder 20 |
| Interland                                                   | Datum                                                       | Wedstrijd                                                   | Uitslag                                                     | Soort Wedstrijd                                             | Doelpunten                                                  |
| Als speler bij Feyenoord                                    | Als speler bij Feyenoord                                    | Als speler bij Feyenoord                                    | Als speler bij Feyenoord                                    | Als speler bij Feyenoord                                    | Als speler bij Feyenoord                                    |
| ----------------------------------------------------------- | ----------------------------------------------------------- | ----------------------------------------------------------- | ----------------------------------------------------------- | ----------------------------------------------------------- | ----------------------------------------------------------- |
| 1.                                                          | 6 november 2021                                             | Curaçao – Britse Maagdeneilanden                            | 7 – 0                                                       | Kwalificatie CONCACAF U20 2022                              | 4'                                                          |
| 2.                                                          | 8 november 2021                                             | Curaçao – Sint Maarten                                      | 2 – 0                                                       | Kwalificatie CONCACAF U20 2022                              | –                                                           |
| 3.                                                          | 12 november 2021                                            | Dominica – Curaçao                                          | 0 – 10                                                      | Kwalificatie CONCACAF U20 2022                              | 45'                                                         |
| 4.                                                          | 14 november 2021                                            | Curaçao – Grenada                                           | 4 – 2                                                       | Kwalificatie CONCACAF U20 2022                              | –                                                           |

In maart 2024 werd Felicia voor het eerst opgeroepen voor het nationaal elftal van Bonaire. Op 20 maart 2024 maakte hij in Washington D.C. zijn debuut voor Bonairiaans voetbalelftal als basisspeler tegen El Salvador (1-1).
| Interlands van Gio-Reny Felicia voor Bonaire | Interlands van Gio-Reny Felicia voor Bonaire | Interlands van Gio-Reny Felicia voor Bonaire | Interlands van Gio-Reny Felicia voor Bonaire | Interlands van Gio-Reny Felicia voor Bonaire | Interlands van Gio-Reny Felicia voor Bonaire |
| №                                            | Datum                                        | Wedstrijd                                    | Uitslag                                      | Competitie                                   | Speeltijd                                    |
| Als speler bij VVV-Venlo                     | Als speler bij VVV-Venlo                     | Als speler bij VVV-Venlo                     | Als speler bij VVV-Venlo                     | Als speler bij VVV-Venlo                     | Als speler bij VVV-Venlo                     |
| -------------------------------------------- | -------------------------------------------- | -------------------------------------------- | -------------------------------------------- | -------------------------------------------- | -------------------------------------------- |
| 1                                            | 20 maart 2024                                | El Salvador – Bonaire                        | 1 – 1                                        | Vriendschappelijk                            | In de 84e minuut vervangen                   |
| 2                                            | 4 juni 2024                                  | Bonaire – Sint Maarten                       | 1 – 3 n.v.                                   | Vriendschappelijk                            | 62'                                          |